# 勒朗德龍

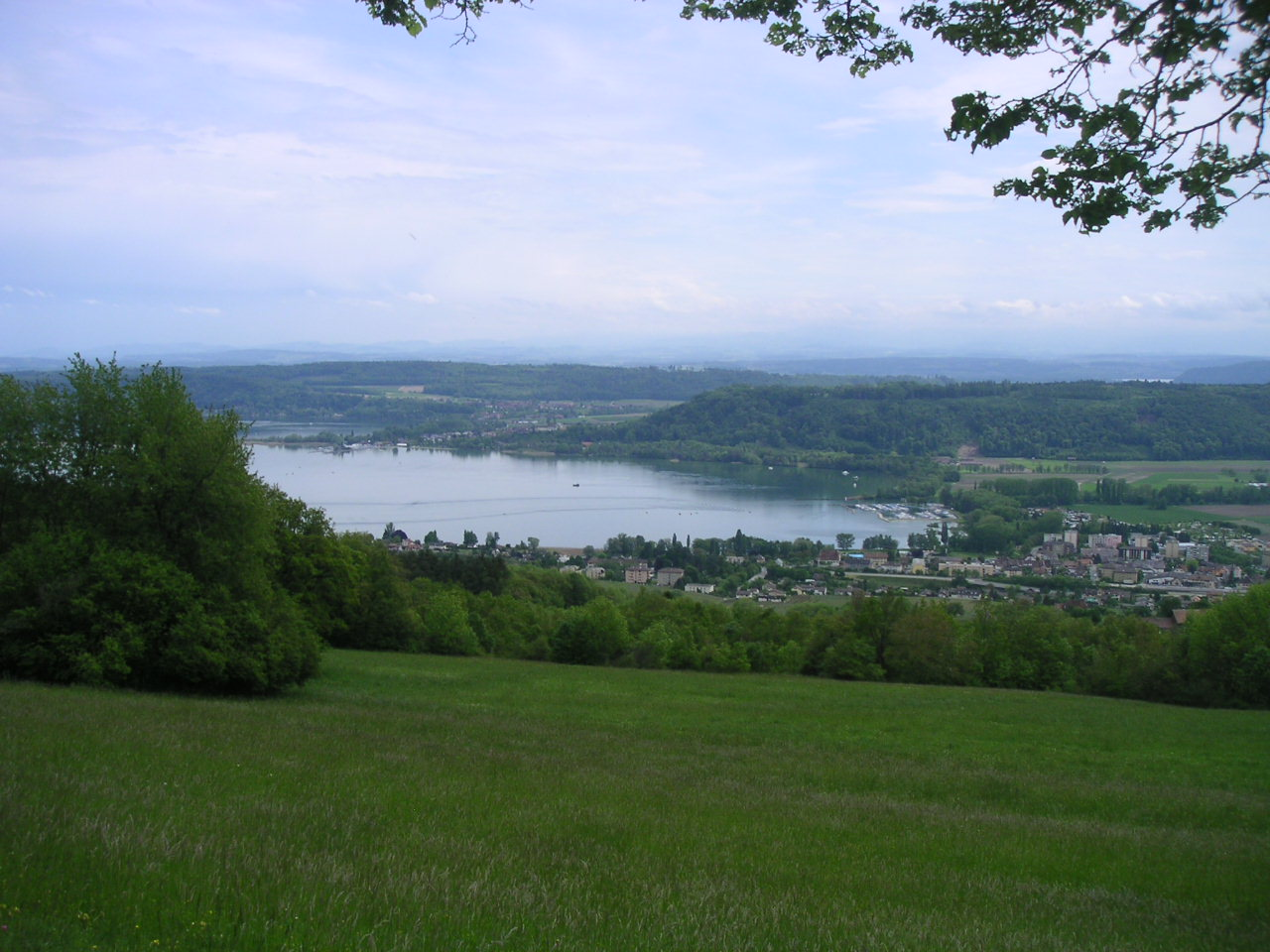

勒朗德龍（法語：Le Landeron）是瑞士的城鎮，位於該國西部，由納沙泰爾州負責管轄，面積10.31平方公里，海拔高度434米，2011年人口4,454，三成半人口信奉基督教，人口密度每平方公里432人。

## 外部連結
- Official website （页面存档备份，存于） （法文） （德文）